# Wang Qianyi
Wang Qianyi (en chino: 王芊懿; 16 de enero de 1997) es una deportista china que compite en natación sincronizada.
Participó en dos Juegos Olímpicos de Verano en los años 2020 y 2024, obteniendo tres medallas, plata en Tokio 2020 y dos oros en París 2024. Ganó catorce medallas en el Campeonato Mundial de Natación entre los años 2017 y 2024.

## Palmarés internacional
| Juegos Olímpicos   | Juegos Olímpicos        | Juegos Olímpicos | Juegos Olímpicos  |
| Año                | Lugar                   | Medalla          | Prueba            |
| ------------------ | ----------------------- | ---------------- | ----------------- |
| 2020               | Tokio (Japón)           | Medalla de plata | Equipo            |
| 2024               | París (Francia)         | Medalla de oro   | Dúo               |
| 2024               | París (Francia)         | Medalla de oro   | Equipo            |
| Campeonato Mundial |                         |                  |                   |
| Año                | Lugar                   | Medalla          | Prueba            |
| 2017               | Budapest (Hungría)      | Medalla de oro   | Combinación libre |
| 2017               | Budapest (Hungría)      | Medalla de plata | Equipo técnico    |
| 2019               | Gwangju (Corea del Sur) | Medalla de plata | Equipo técnico    |
| 2019               | Gwangju (Corea del Sur) | Medalla de plata | Combinación libre |
| 2022               | Budapest (Hungría)      | Medalla de oro   | Dúo técnico       |
| 2022               | Budapest (Hungría)      | Medalla de oro   | Dúo libre         |
| 2022               | Budapest (Hungría)      | Medalla de oro   | Equipo técnico    |
| 2022               | Budapest (Hungría)      | Medalla de oro   | Equipo libre      |
| 2023               | Fukuoka (Japón)         | Medalla de oro   | Equipo libre      |
| 2023               | Fukuoka (Japón)         | Medalla de plata | Dúo libre         |
| 2024               | Doha (Catar)            | Medalla de oro   | Dúo técnico       |
| 2024               | Doha (Catar)            | Medalla de oro   | Dúo libre         |
| 2024               | Doha (Catar)            | Medalla de oro   | Equipo técnico    |
| 2024               | Doha (Catar)            | Medalla de oro   | Rutina acrobática |